# Oriolus phaeochromus
Oriolus phaeochromus е вид птица от семейство Oriolidae.

## Разпространение
Видът е разпространен в Индонезия.